# Chen Zhong (Taekwondoin)
Chen Zhong (chinesisch 陳中, Pinyin Chén Zhōng, * 22. November 1982 in Jiaozuo) ist eine ehemalige chinesische Taekwondoin, die im Schwergewicht aktiv war. Mit zwei Olympiasiegen ist sie die erfolgreichste Taekwondoin bei Olympischen Spielen.
Chen spielte an einer Sportschule zunächst mehrere Jahre Basketball, ehe sie 1995 zum Taekwondo kam. Zwei Jahre später wurde sie in die Nationalmannschaft aufgenommen, im Jahr 2000 kam sie schließlich auf eine Elitesportschule. Ihre ersten Erfolge feierte Chen im Jahr 1998. Sie gewann bei den Asienspielen in Bangkok Bronze und bei der Asienmeisterschaft in Ho-Chi-Minh-Stadt Silber. Ein Jahr darauf konnte sie auch bei ihrer ersten Weltmeisterschaft 1999 in Edmonton mit Bronze in der Klasse bis 72 Kilogramm auf Anhieb eine Medaille gewinnen. Der endgültige Durchbruch gelang Chen im Jahr 2000. Sie wurde zunächst in Hongkong im Schwergewicht erstmals Asienmeisterin und nahm später an den Olympischen Spielen in Sydney teil. Im Schwergewicht über 67 Kilogramm erreichte sie mit drei Siegen das Finale und wurde nach einem Finalsieg gegen Natalja Iwanowa Olympiasiegerin. Auch in den folgenden Jahren blieb Chen erfolgreich. In der Klasse bis 72 Kilogramm gewann sie bei der Weltmeisterschaft 2001 in Jeju-si und den Asienspielen 2002 in Busan jeweils die Silbermedaille, wiederholte den Gewinn der Asienmeisterschaft 2002 in Amman und konnte im Schwergewicht über 72 Kilogramm mit Bronze bei der Weltmeisterschaft 2003 in Garmisch-Partenkirchen ihre dritte WM-Medaille in Folge erkämpfen. Chen startete auch bei den Olympischen Spielen 2004 in Athen und wiederholte den Olympiasieg im Schwergewicht, nachdem sie im Finale Myriam Baverel bezwingen konnte.
Nach den Spielen in Athen nahm sich Chen eine längere Auszeit vom Taekwondo. Sie konnte jedoch bei der Weltmeisterschaft 2007 in Peking an alte Erfolge anknüpfen. Im Schwergewicht wurde sie erstmals Weltmeisterin. Ein Jahr errang sie in Henan ihren dritten Titel bei Asienmeisterschaften. Sie qualifizierte sich für ihren dritten Olympischen Spiele 2008 in Peking, konnte diesmal jedoch nicht an die vorherigen Erfolge anknüpfen. Im Viertelfinale unterlag sie Sarah Stevenson, nachdem diese eine Sekunde vor Kampfende den entscheidenden Kopftreffer setzte, der nach Protest und Videobeweis schließlich anerkannt wurde. Chen belegte im Endklassement Rang neun. Nach den Spielen beendete sie ihre aktive Karriere.